# Simon Grunau
Simon Grunau (1470 circa – 1530 circa) è stato uno storico prussiano, autore della Preussische Chronik, la prima narrazione storica completa sulla Prussia.
L'unica informazione personale disponibile è quella da lui stesso indicata nel suo lavoro, ovvero che fosse un sacerdote domenicano di Tolkemit (Tolkmicko), vicino a Frauenburg (Frombork) e appena a nord di Elbing (Elbląg) nello Stato monastico dei cavalieri teutonici. Predicò a Danzig (Danzica) e affermò di aver incontrato papa Leone X e il re polacco Sigismondo I il Vecchio, prima di redigere la cronaca, scritta in lingua tedesca, tra il 1517 e il 1529. I suoi 24 capitoli trattano del paesaggio prussiano, dell'agricoltura, degli abitanti, dei loro costumi e della storia dai tempi più antichi fino al 1525, anno in cui fu creato il ducato protestante di Prussia. Nel testo è inserito anche un breve vocabolario (circa un centinaio di parole) della lingua prussiana, rendendolo una delle pochissime testimonianze scritte di quest'idioma estinto. Sebbene spesso di parte e basato su fonti dubbie, il suo lavoro è diventato molto popolare e costituisce la principale fonte di informazioni sulla mitologia prussiana. La cronaca circolava come un manoscritto spesso copiato e fu pubblicata per la prima volta solo nel 1876. Gli storici moderni sovente bollano la Preussische Chronik come un'opera di finzione.

## Opinione religiosa

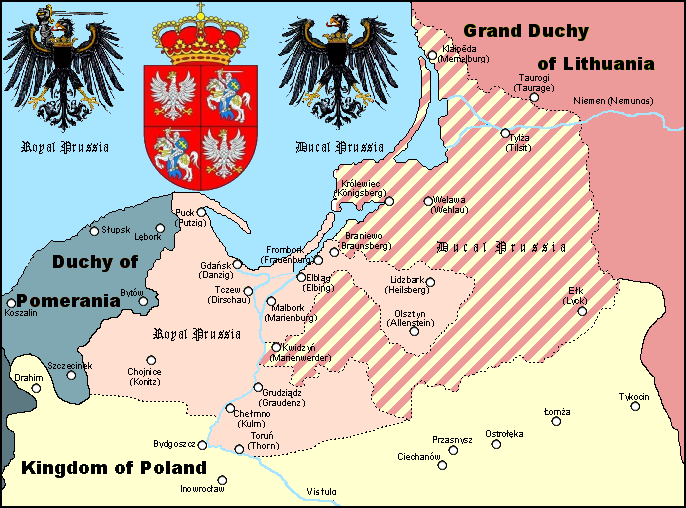
Divisione della Prussia in Prussia reale (rosa) e Prussia ducale (a strisce)

Grunau visse al tempo della divisione politica e dei feroci conflitti religiosi in Prussia e, in qualità di prete cattolico, era fortemente contrario alla diffusione del protestantesimo. Nel 1525, lo Stato monastico dei cavalieri teutonici fu trasformato nel Ducato di Prussia, il primo stato luterano al mondo. Anche la Prussia reale, facente capo alla corona di Polonia, accettò in larga parte la conversione, con il solo vescovato di Warmia che rimase fedele al credo cattolico.
Le tradizioni degli antichi pruzzi, gli autoctoni della regione prima della crociata prussiana e dell'afflusso di coloni tedeschi, furono utilizzati come pretesto per delineare un'identità comune. In un siffatto contesto, Grunau si dimostrò estremamente critico nei confronti dei cavalieri teutonici prendendo le parti dei prussiani locali e sottolineandone la loro origine non tedesca. Pertanto, proprio perché queste divergenze erano dimostrabili, partorì l'idea di scrivere delle loro origini, dei loro costumi e delle proprie credenze religiose.

## Elementi fittizi

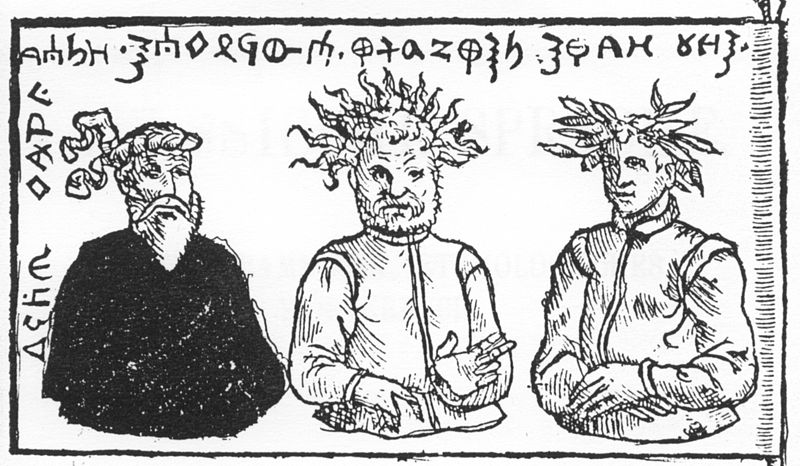
Il cosiddetto vessillo di Widewuto, descritto per la prima volta da Grunau

Grunau affermò di aver incorporato un'antica cronaca, scritta dal primo vescovo prussiano Cristiano di Oliwa (morto nel 1245) quando fu fatto prigioniero dagli autoctoni. Presumibilmente Grunau scoprì il manoscritto, chiamato Liber filiorum Belial, trecento anni dopo la sua stesura. L'opera di Cristiano si basava su tre fonti: le osservazioni personali del vescovo, un libro scritto dal parroco Jaroslav di Płock e le annotazioni del naturalista Dywonys, l'unico sopravvissuto di una spedizione giunta in Prussia per caso. Dywonys effettuava le sue considerazioni su un diario in russo usando l'alfabeto greco e questo fu scoperto solo 1200 anni più tardi da Cristiano. Non si conosce l'esistenza di tali manoscritti, rendendo portando plausibile l'opinione secondo cui la storia fu inventata per intero da Grunau.
Per raccontare i tempi più vicini a lui, Grunau utilizzò tutte le fonti disponibili (come le cronache di Pietro di Duisburg, i documenti ufficiali dell'ordine teutonico e soprattutto le opere di Erasmo Stella) e la propria immaginazione. Ad esempio, riproponeva una descrizione del luogo sacro prussiano Romove (il tempio di Romuva) da Pietro di Duisburg aggiungendovi qualche dettaglio come una quercia eternamente verde, decorata con i ritratti di tre idoli e custodita da vergini vestali. Gli studiosi concordano sul fatto che quest'ultima descrizione fu quasi certamente presa in prestito da Adamo da Brema e dalla sua esperienza al tempio di Uppsala.
La narrazione di Grunau venne spesso ripresa in futuro da altri autori e entrò a far parte della cultura folkloristica. Nel 1853, Max Töppen fu il primo ad effettuare critiche serrate sull'accuratezza storica e sul valore dell'opera di Grunau. Gli storici moderni bollano quasi tutti la cronaca come un'opera di finzione, fatta eccezione per gli estratti degli eventi ai quali Grunau assistette in prima persona. Tuttavia, alcuni ricercatori lituani, tra cui Gintaras Beresnevičius, ritengono che tale approccio sia eccessivamente cinico e la cronaca meriterebbe un'analisi più attenta per identificare altre informazioni valide.

## Glossario prussiano
Per dimostrare che i prussiani si esprimevano in un proprio linguaggio, diverso dal polacco e dal lituano, Grunau incluse un glossario di cento parole nella cronaca: alcune di esse sono distorte, ma poiché testimonianze dell'idioma prussiano ormai estinto sopravvivono in pochissime fonti scritte, l'opera è ancora preziosa. Grunau affermava di essere in grado di masticare un po' di prussiano, ma spesso mescolava parole polacche o lituane ritenendole prussiane. Grunau incluse anche una versione del Padre Nostro apparentemente in prussiano. Nel 1983, Wolfgang P. Schmid ha dimostrato che la preghiera è in realtà un misto tra il lettone e il curlandese. Poiché l'unico altro dizionario prussiano è il vocabolario tedesco-prussiano di Elbing del 1350 circa e non esiste nessuna fonte scritta in lituano o lettone fino a dopo la morte di Grunau, l'elenco del sacerdote è ancora un documento precipuo per lo studio delle lingue baltiche.

### Esplicative
1. ↑  Il titolo completo era Cronika und beschreibung allerlüstlichenn, nützlichsten und waaren historien des namkundigenn landes zu Prewssen o Cronaca e descrizione della storia più interessante, utile e vera conosciuta della terra prussiana.

### Bibliografiche
1. ↑  (EN) Gerald James Larson; C. Scott Littleton; Jaan Puhvel, Myth in Indo-European Antiquity Publications, University of California Press, 1974, ISBN 978-05-20-02378-9, p. 79.
2. ↑  (EN) Natalia Nowakowska, King Sigismund of Poland and Martin Luther: The Reformation before Confessionalization, Oxford University Press, 2017, ISBN 978-01-92-54292-2, p. 120: In un sermone dello stesso anno utilizzò toni particolarmente aspri, definendo i "seguaci di Jacob Hebbe" (uno delle principali figure attive nella diffusione del protestantesimo in Prussia) come i "perseguitati da Cristo", le "famiglie di Danzica come uno stuolo di Giuda e il conte di Szydłowiec Krzysztof Szydłowiecki come Ponzio Pilato".
3. 1 2  (EN) Karin Friedrich, The Other Prussia: Royal Prussia, Poland and Liberty, 1569-1772, Cambridge University Press, 2006, ISBN 978-05-21-02775-5, pp. 81-84.
4. 1 2 3 4  (LT)  Simas Sužiedėlis, ed. (1970–1978), "Grunau, Simon", Encyclopedia Lituanica, II, Boston, Massachusetts: Juozas Kapočius, pp. 393–394, LCC 74-114275.
5. ↑  (EN) Norman Davies, Vanished Kingdoms: The History of Half-Forgotten Europe, Penguin UK, 2011 ISBN 978-01-41-96048-7, p. XV.
6. 1 2 3 4 5 6  (EN) Endre Bojtár, Foreword to the Past: A Cultural History of the Baltic People, Central European University Press, 1999, ISBN 978-96-38-11642-9, pp. 212, 312–315.
7. 1 2  (EN) Vladimir I. Kulakov, The Amber Lands in the Time of the Roman Empire, Archaeopress, 2005, ISBN 978-18-41-71801-9, p. 55.
8. ↑  Gintaras Beresnevičius, "La descrizione di Simon Grunau e il contesto di culto del Nord Europa nell'alto medioevo", oocities.org, link verificato l'8 agosto 2020.
9. ↑  "Prussiano", sapere.it, link verificato l'8 agosto 2020.